# Emily Chang
Emily C. Chang är en amerikansk skådespelerska. Hon är mest känd för att ha spelat "Ba-zing!"-tjej i en reklam för Ruffles under 2012.  och som karaktären Ivy i Tv-serien Vampire Diaries

## Tidigare liv
Chang föddes i Baton Rouge, Louisiana och är uppväxt i Randolph i New Jersey. Hennes föräldrar immigrerade till USA från Taiwan. Chang gick på University of Chicago och New York University.

## Karriär
Chang var grundare till den asiat-amerikanska spoken word-gruppen I was born with Two Tongues, tillsammans med Denizen Kane. Hon jobbade som värd och talesperson för ImaginAsian Entertainment, samt som programledare för TV-serien The Lounge från 2004 till 2007. Hon spelade Kay Ho i independent-filmen Colin Hearts Kay, som vann publikens pris 2010 på både Brooklyn Film Festival och The New York United Film Festival, där den också blev bästa utländska film. Under 2010 vann Chang en New York Emmy Award för dokumentärserien On the Frontlines: Doing Business in China, tillsammans med sin programledarkollega James Fallows från The Atlantic Monthly.

Chang har varit med i flera reklamer, inkluderat nummer för Cablevision, WebMD, Carmax, Harrah's, Verizon, Honda och Huntington Bank. Chang blev den mest kända "Katie" ("the Ba-zing girl") i en Ruffles Ultimate-reklam under 2012, och hamnade på Complex magazines "10 hetaste kvinnor från reklamer"-lista.

Changs skådespelarframträdanden inkluderar en återkommande roll i The Vampire Diaries plus gästroller i How I Met Your Mother, Brothers & Sisters, 90210, Ringer och Community. Hon spelade också Phyllis Moss i NCIS och hade en återkommande roll som Kathy Baker i The Young and the Restless. I Total Recall spelade Chang nyhetsreportern Lien Nguyen.
Chang har också skrivit, regisserad och spelat i flera kortfilmer, bland annat "The Humberville Poetry Slam", vilken var finalist för Golden Reel Award och the Linda Mabalot New Directors/New Visions Award på Los Angeles Asian Pacific Film Festival. Changs kortfilm "Mouthbreather", regisserad av Rules by Engagement-regissören Gloria Calderon Kellett, var ett officiellt urval för 2012 års L.A. Comedy Short Film Festival och 2012 års Newport Beach Film Festival. 
Chang vann pris bästa kvinnliga huvudroll på San Diego 48 Hour Film Project Film Festival för sin roll som Suzy i kortfilmen One Mistake. Hon avslutade nyligen kortfilmen Parachute Girls, som hon skrev, regisserade och agerade i tillsammans med Lynn Chen och Drew Powell.

## Filmer

### Film
- Take the 10 (2017)
- Parachute Girls (2016)
- Someone I Used to Know (2013)
- Cruel Will (2013)
- Total Recall (2012)
- Layover (2012)
- Shanghai Hotel (2011)
- Colin Hearts Kay (2010)

### TV
- The Bold Type (2017)
- The Vampire Diaries (2014)
- How I Met Your Mother (2014)
- Community (2014)
- Intelligence (2014)
- Days of Our Lives (2014)
- Bones (2013)
- NCIS (2012)
- The Young and the Restless (2012)
- Body of Proof (2012)
- Ringer (2012)
- 90210 (2011)
- Brothers & Sisters (2011)